# Henry Ossawa Tanner

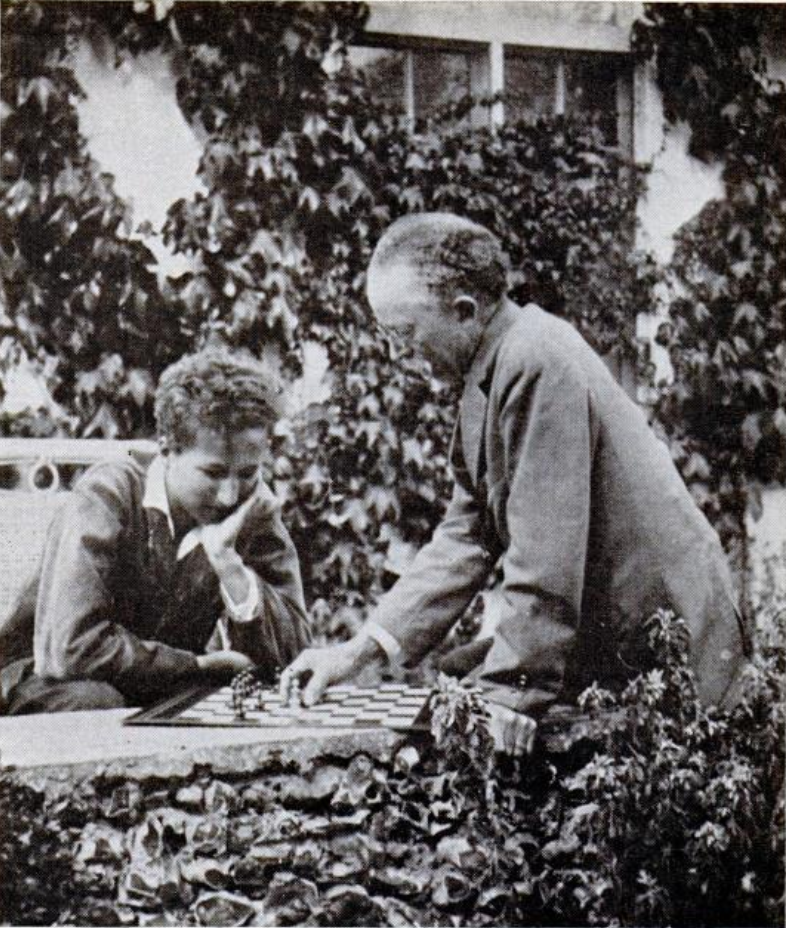
Henry Ossawa Tanner met zijn zoon Jesse (1910)

Henry Ossawa Tanner (21 juni 1859, Pittsburgh - 25 mei 1937, Parijs) was een Afro-Amerikaanse kunstschilder, de eerste zwarte Amerikaan, die internationale faam kreeg.

## Biografie
Zijn vader, Benjamin Tucker Tanner, was bisschop in de African Methodist Episcopal Church. Henry was een van zijn negen kinderen. Zijn tweede naam verwijst naar de slag bij Osawatomie in 1856, tegen de slavenstaten. Hij bracht zijn jeugd door in Philadelphia (Pennsylvania). In 1879 kreeg hij van zijn vader de toelating zich in te schrijven in de Pennsylvania Academy of the Fine Arts, hij was de enige zwarte student. Hij was een leerling van Thomas Eakins en werd bevriend met Robert Henri.
Gebukt onder het racisme in die tijd was zijn droom om te studeren in Europa. In 1891 kreeg hij de mogelijkheid zich in te schrijven in de Académie Julian in Parijs en 1896 mocht hij tentoonstellen in de Parijse salon. Na het behalen van de derde prijs in 1897 in een wedstrijd kocht de Franse Staat zijn werk, The Resurrection of Lazarus.
Henry huwde in 1899 met Jessie M. Olssen, samen hadden ze een zoon, Jesse Ossawa Tanner. Het gezin vestigde zich in de havenstad Étaples, Noord-Frankrijk, waar hij zich aansloot bij de Colonie artistique d'Étaples. Tijdens WO I was hij er actief in het Brits militair hospitaal. Zijn werk Sodom and Gomorrha uit 1920 beeldt de gruwel van de oorlog uit. Na de dood van zijn vrouw in 1925 keerde hij naar Parijs terug, waar hij in alle rust in 1937 stierf.

## Stijl
Tanner schilderde landschappen, religieuze onderwerpen en scènes uit het dagelijks leven in een realistische stijl. De invloed van Eakins is duidelijk. Tanner beperkte zich niet tot één specifieke benadering van schilderen en tekenen. Zijn werken weerspiegelen soms nauwgezette aandacht voor detail en losse, expressieve penseelstreken in andere. Vaak worden beide methoden gelijktijdig toegepast. Hij experimenteerde vaak met licht, wat soms een symbolische betekenis toevoegde. 

## Galerij

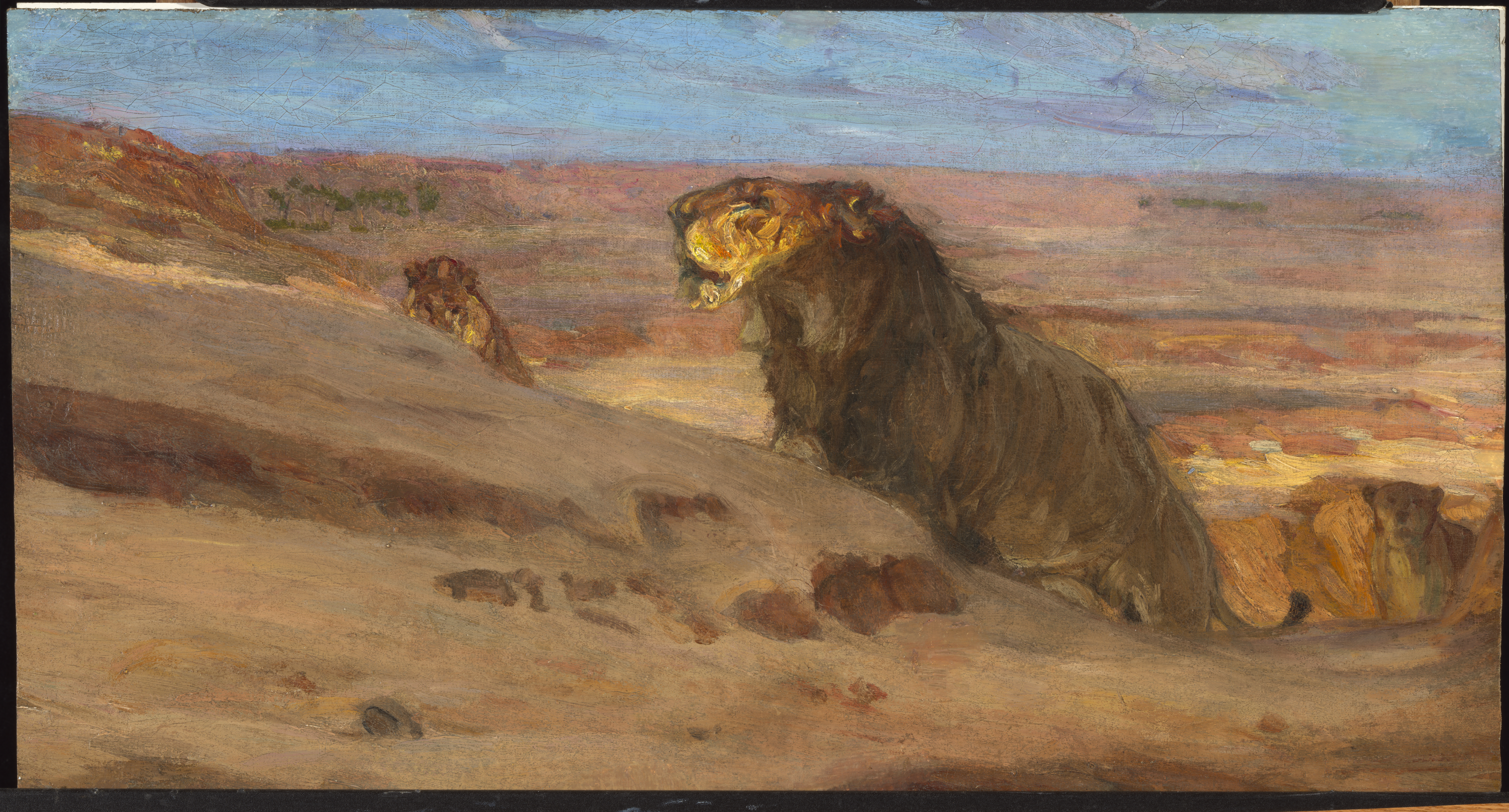
Leeuwen in de woestijn, 1890
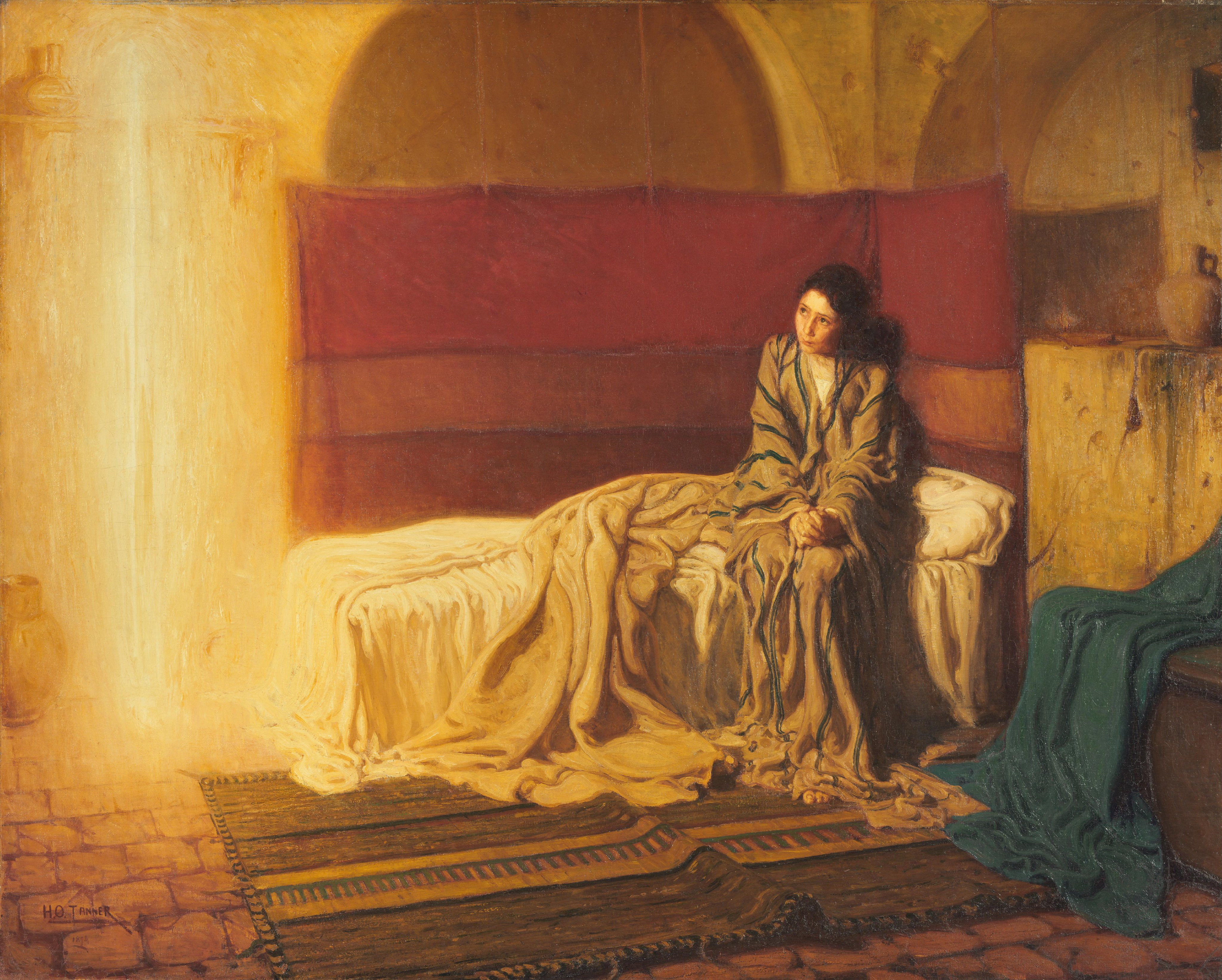
Annunciatie, 1898
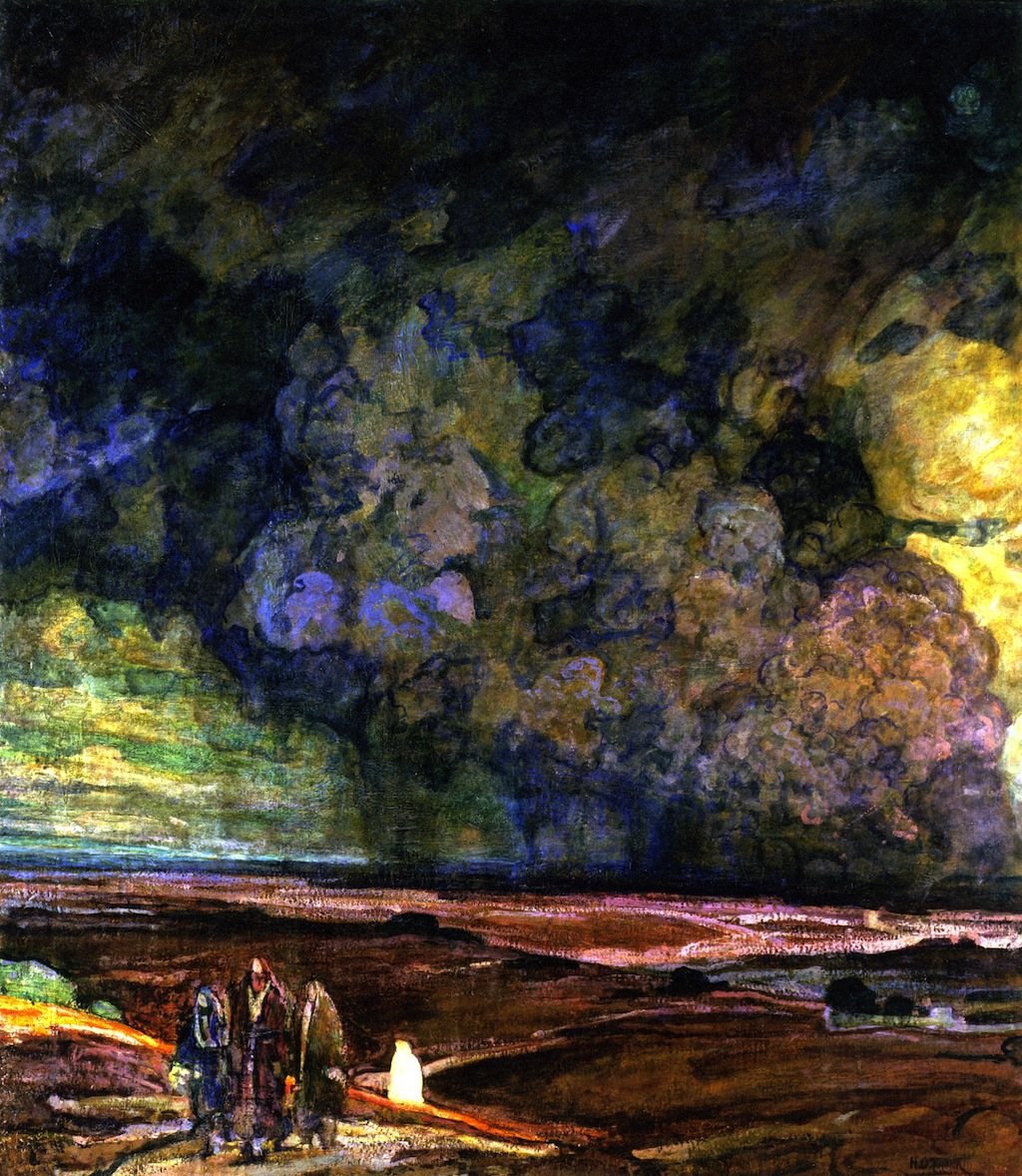
Sodom and Gomorrha, 1920
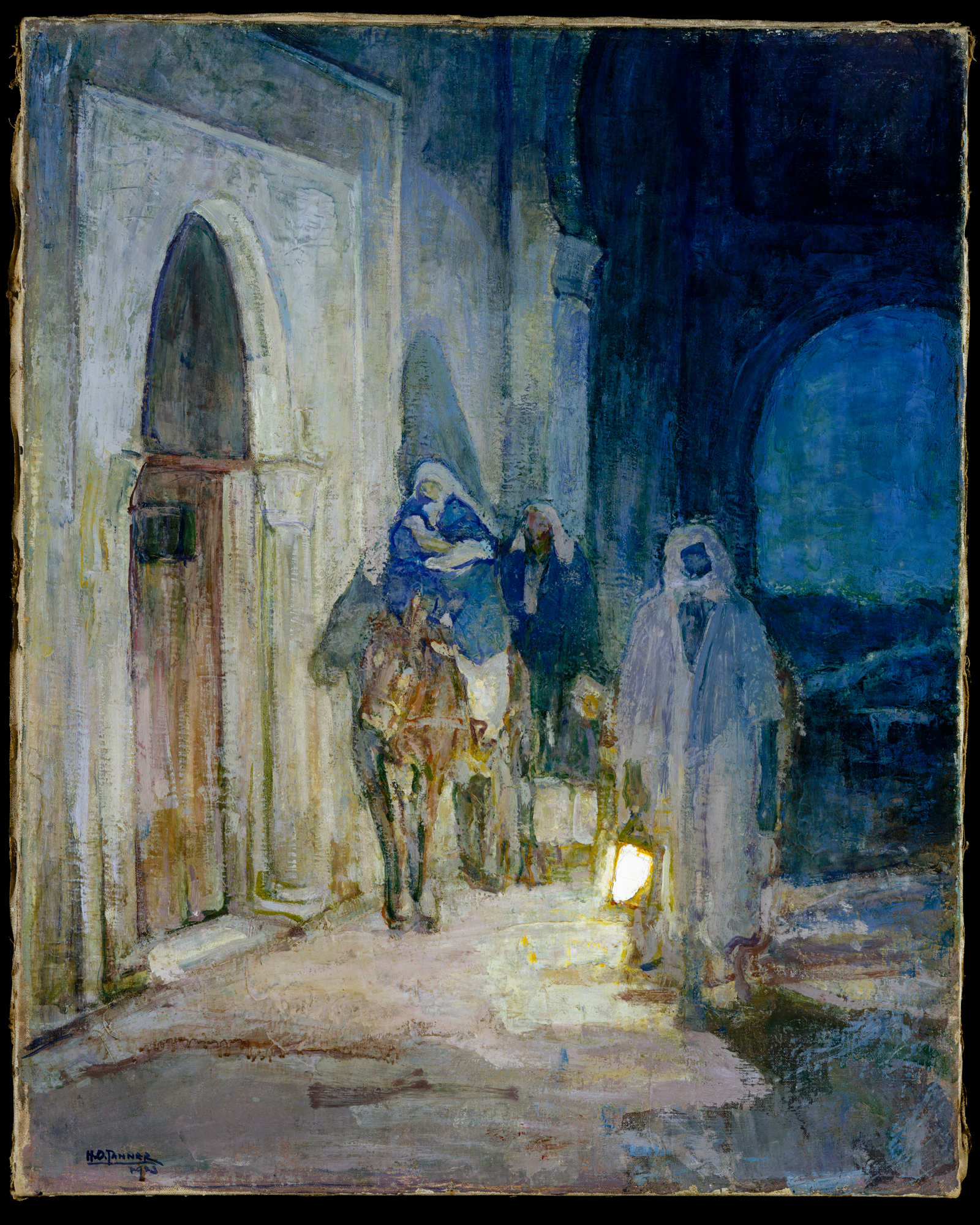
Vlucht naar Egypte, 1923